# Климанова, Ирина Юрьевна
Ирина Юрьевна Климанова (род. 17 августа 1987 года, Новокуйбышевск) — российская волейболистка, центральная блокирующая.

## Биография
Ирина родилась 17 августа 1987 года в Новокуйбышевске.
Начала карьеру в московских молодёжных командах «МГФСО» и «Динамо-2».
Выступала за клубы «Факел» (2005—2006), «Самородок» (2006—2007), «МКТ / Тюмень-ТюмГУ» (2007—2009, 2016—2017), «Протон» (2009—2011), «Индезит» (2011—2012), «Енисей» (2012—2013), «Хара Морин» (2013—2014), «Приморочка» (2014, 2018), «Автодор-Метар» (2014—2015), «Воронеж» (2015—2016), «Маккаби Хайфа» (2017—2018). В июле 2019 года вернулась в «Протон».
В мае 2020 года перешла в команду «Енисей».
В 2012 году окончила Российский государственный университет физической культуры, спорта, молодёжи и туризма по специальности «Физическая культура и спорт».

## Достижения

### С клубами
- Чемпионка Израиля 2018
- Обладательница Кубка Израиля 2018